# Sergei Sirik
Sergei Sirik (kasachisch Сергей Сирик; * 8. November 1994 in Balkaschino, Gebiet Aqmola) ist ein ehemaliger kasachischer Biathlet. Er nahm an vier Weltmeisterschaften teil.

## Sportliche Laufbahn
Seinen ersten internationalen Wettkampf bestritt Sergei Sirik bei den Juniorenweltmeisterschaften 2015 in Minsk und wurde 81. des Sprints. Zwei Jahre später stand er im Aufgebot für die Winteruniversiade, bekam aber keinen Einsatz. Erst im Januar 2019 trat er wieder zu Wettkämpfen an und gab in Duszniki-Zdrój sein Debüt im IBU-Cup. Sein bestes Ergebnis im selben Winter war ein 51. Rang, sodass der Kasache zum Saisonende zwei Einsätze bei den Weltmeisterschaften in Östersund bekam und auch im regulären Weltcup in Oslo  startete. Im Winter 2019/20 startete er größtenteils im IBU-Cup und nahm erneut an der WM sowie zwei Weltcupstationen teil, wobei er seinen 89. Rang aus dem Einzelrennen 2019 nicht unterbieten konnte. Seine besten Ergebnisse erzielte Sirik in der Saison 2020/21: im Einzel der Weltmeisterschaft verwirklichte er mit Rang 84 sein bestes Individualresultat im Weltcup, im Staffelrennen von Antholz wurde er an der Seite von Alexander Muchin, Wladislaw Kirejew und Danil Belezki 16. und ließ unter anderen die tschechische und US-amerikanische Mannschaft hinter sich. Außerdem ergatterte er im März 2021 in Obertilliach als 25. des Sprintbewerbes zum ersten und einzigen Mal Ranglistenpunkte. Diese Form konnte der Kasache nicht ansatzweise mit in die folgende Saison nehmen, sodass er beispielsweise auch nicht für die Olympischen Spiele nominiert wurde. Siriks letzte Saison war gleichzeitig seine schwächste, er war zwar durchgehend im Weltcup unterwegs, kam aber nie unter die besten 90 Athleten. Seinen letzten Wettkampf bestritt er im Staffelrennen der WM 2023.
Am 4. April 2023 gab Sergei Sirik über die sozialen Medien im Alter von 28 Jahren sein Karriereende bekannt.

## Statistiken

### Weltcupplatzierungen
Die Tabelle zeigt alle Platzierungen (je nach Austragungsjahr einschließlich Olympische Spiele und Weltmeisterschaften).
- 1.–3. Platz: Anzahl der Podiumsplatzierungen
- Top 10: Anzahl der Platzierungen unter den ersten zehn (einschließlich Podium)
- Punkteränge: Anzahl der Platzierungen innerhalb der Punkteränge (einschließlich Podium und Top 10)
- Starts: Anzahl gelaufener Rennen in der jeweiligen Disziplin
- Staffel: inklusive Mixed- und Single-Mixed-Staffeln

| Platzierung | Einzel | Sprint | Verfolgung | Massenstart | Staffel | Gesamt |
| ----------- | ------ | ------ | ---------- | ----------- | ------- | ------ |
| 1. Platz    |        |        |            |             |         |        |
| 2. Platz    |        |        |            |             |         |        |
| 3. Platz    |        |        |            |             |         |        |
| Top 10      |        |        |            |             |         |        |
| Punkteränge |        |        |            |             | 17      | 17     |
| Starts      | 5      | 11     |            |             | 17      | 33     |

### Biathlon-Weltmeisterschaften
Ergebnisse bei Weltmeisterschaften:
| Weltmeisterschaft | Weltmeisterschaft | Einzelwettbewerbe | Einzelwettbewerbe | Einzelwettbewerbe | Einzelwettbewerbe | Staffelwettbewerbe | Staffelwettbewerbe | Staffelwettbewerbe |
| Jahr              | Ort               | Einzel            | Sprint            | Verfolgung        | Massenstart       | Herrenstaffel      | Mixedstaffel       | S.-M.-Staffel      |
| ----------------- | ----------------- | ----------------- | ----------------- | ----------------- | ----------------- | ------------------ | ------------------ | ------------------ |
| 2019              | Östersund         | 89.               | –                 | –                 | –                 | 25.                | –                  | –                  |
| 2020              | Antholz           | 97.               | 106.              | –                 | –                 | 25.                | –                  | –                  |
| 2021              | Pokljuka          | 84.               | –                 | –                 | –                 | 23.                | –                  | –                  |
| 2023              | Oberhof           | –                 | 96.               | –                 | –                 | 20.                | –                  | –                  |

### Juniorenweltmeisterschaften
Ergebnisse bei den Juniorenweltmeisterschaften:
| Weltmeisterschaften | Weltmeisterschaften | Einzelwettbewerbe | Einzelwettbewerbe | Einzelwettbewerbe | Herrenstaffel |
| Jahr                | Ort                 | Einzel            | Sprint            | Verfolgung        | Herrenstaffel |
| ------------------- | ------------------- | ----------------- | ----------------- | ----------------- | ------------- |
| 2015                | Minsk               | –                 | 81.               | –                 | –             |